# جراحة أوعية دموية داخلية
جراحة الأوعية الدموية الداخلية هي إحدى أشكال الجراحة طفيفة التوغل والمصممة خصيصًا للوصول إلى العديد من مناطق الجسم من خلال الأوعية الدموية الرئيسة.
تم ابتكار تقنيات الأوعية الدموية الداخلية في المقام الأول حتى يتمكن اختصاصيو الأشعة من تشخيص الحالات التي تُعرض عليهم. وتتضمن التقنيات الأساسية تمرير أنبوبة القسطرة خلال الجلد في الأوعية الدموية الكبيرة ( طريقة سيلدينغر: لبزل الأوعية عبر الجلد).  وبنفس الطريقة فالوعاء الدموي الذي اُختِير يكون وريد فخذي أو أي وريد موجود بالقرب من الأربية.  فالوصول إلى الوريد الفخذي، على سبيل المثال، يعد ضروريًا لعمليات الشريان التاجي والشريان السباتي و الدماغ والتصوير الوعائي.  ويتم حقن أنبوب القسطرة بالصبغة الراديوية الكامدة والتي يمكن رؤيتها مباشرة على أشعة إكس أو التنظير التألقي.  وبينما تسير الصبغة خلال الأوعية الدموية، يرى المشاهدون المتمرسون صورًا متميزة يمكن أن تساعد في تشخيص أمراض مثل تصلب الشرايين أو السكتة الوريدية أو تمدد الأوعية الدموية.
ومع ذلك تطورت في السنوات الأخيرة بالونات الأوعية الدموية حيث سمحت الدعامات واللفائف بطرق علاجية جديدة كبديل للعمليات الجراحية التقليدية مثل جراحة تغيير الشريان التاجي (CABG) واستئصال باطنة الشريان السباتي وإزالة تمدد الأوعية الدموية.  تتكون الدعائم واللفائف من مواد سلكية رقيقة مثل البلاتين والذي يمكن إدخاله عبر أنبوب القسطرة النحيف وتوسعته في شكل محدد مسبقا بمجرد أن يتم توجيهه في المكان.
والذي يجري جراحات الأوعية الدموية الداخلية هم اختصاصيو الأشعة وأطباء الأمراض العصبية وجراحو الأعصاب وأطباء القلب وجراحو الأوعية. وبدأ هذا المجال يحرز تقدمًا سريعًا نظراً لأنه قائم على تقنيات التوغل الطفيفة والتي تقدم ميزة فورية على كثير من الجراحات التقليدية شديدة التوغل. ومع ذلك، وكما هو مبين من خلال تجربة استخدام الدعامات في مقابل الإدارة الطبية العدوانية للوقاية من السكتات الدماغية المتكررة في عمليات تضييق القحفيات (SAMMPRIS)، تتجاوز نسب حدوث مضاعفات لعمليات الأوعية الدموية الداخلية تلك المضاعفات التي تحدث بعد الإجراءات الطبية الصعبة.” ( على سبيل المثال العلاج بدون جراحة) وفي الحالة الخاصة بتجربة استخدام الدعامات في مقابل الإدارة الطبية العدوانية للوقاية من السكتات الدماغية المتكررة في عمليات تضييق القحفيات، فالتقنية المستخدمة هنا هي وضع دعامة شريانية داخل الجمجمة باستخدام نظام التدعيم ذي الأجنحة وقد ينتج عنها بعض المضاعفات نظرًا “لأنه في حقيقة الأمر استخدام الدعامة للجملة الوعائية لداخل القحف يعتبر من الناحية التقنية أصعب” من استخدام دعامات الأوعية في أماكن أخرى 
وتتضمن التجارب الأخرى التي تختبر الكفاءة النسبية لجراحات الأوعية الدموية الداخلية بما في ذلك تجربة اسئتصال باطنة الشريان وعودة التوعي السباتي في مقابل استخدام الدعامات (CREST) وتجربة تمدد الأوعية تحت العنكبوتية الدولية (ISAT) وغيرها.
ومن الأشكال الشائعة والمتطورة للعمليات الجراحية من خلال الأوعية الدموية الداخلية التي تجرى اليوم هي إصلاح تمدد الأوعية الداخلية (EVAR) ويعتبر أول من قام بها هو نيكولس فولودس وزملاؤه.

## وصلات خارجية
- RSNA Interventional Radiology.  Basics of endovascular techniques.
- http://www.endovascular.org/. The Endovascular Forum.
- The International Society of Endovascular Specialists (ISES)
- The Journal of Endovascular Therapy